# Jacob Pieter Crommelin
Mr. Jacob Pieter Crommelin (Haarlem, 2 september 1800 − Amsterdam, 14 maart 1873) was een Nederlands burgemeester.

## Biografie
Crommelin was een lid van de familie Crommelin en een zoon van burgemeester mr. Herman Arnoldus Crommelin (1767-1857) en Johanna Catharina Pancras Clifford (1776-1812), lid van de familie Clifford. Hij trouwde in 1829 met jkvr. Albertine Dedel (1808-1833), lid van de familie Dedel en dochter van jhr. mr. Pieter Samuël Dedel. Met haar kreeg hij drie kinderen. Na haar overlijden in 1835 trouwde hij met haar zus jkvr. Agnes Wilhelmine Dedel (1810-1854).
Crommelin promoveerde in de rechten te Leiden in 1823. Van 1831 tot 1836 was hij burgemeester van Haarlemmerliede. Van 1868 tot zijn overlijden was hij secretaris van het hoogheemraadschap Amstelland.